# TheNextArt
TheNextArt ist ein deutscher Comicverlag aus Chemnitz. Er wurde 2004 von Sebastian Schwarzbold (Manager), Marian Kretschmer (Zeichner), Sven Loose (Autor) und Stephan Haack (Grafiker) gegründet.
Bereits ab 2002 wurde der Künstlerverbund TheNextArt zwecks Vernetzungen und zur Realisierung von Ausstellungen und Projekten aktiv. Seit der Verlagsgründung arbeitet man auch mit der Künstlerplattform Comicwerk zusammen. Der Verlag präsentierte sich auf Messen wie dem Comic-Salon Erlangen oder der Leipziger Buchmesse.

## Comicserien (Auswahl)
- Blue Evolution
- Hades-Syndrom
- Der Engel
- Bruchbach Serenade